# Neue Mozart-Ausgabe

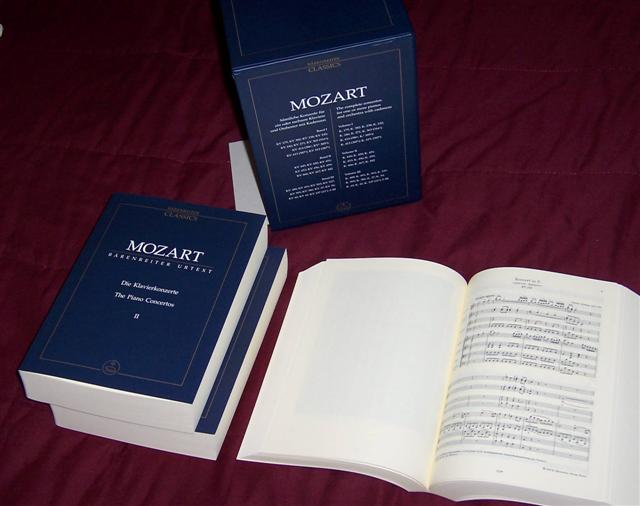
Bände der Neuen Mozart-Ausgabe

Die Neue Mozart-Ausgabe (Wolfgang Amadeus Mozart: Neue Ausgabe sämtlicher Werke) ist die wissenschaftlich-kritische Gesamtausgabe aller Werke Wolfgang Amadeus Mozarts (1756–1791).

## Inhalt
Die Neue Mozart-Ausgabe, die seit 1955 im Bärenreiter-Verlag (Kassel, Basel, London, New York, Prag) erschien, bietet der Forschung auf Grund aller erreichbaren Quellen – in erster Linie Autographe Mozarts – einen wissenschaftlich einwandfreien Notentext, der zugleich Dirigenten, Instrumentalisten und Sängern eine Textgrundlage für werktreue Aufführungen schafft. Die zwischen 1956 und 1991 erschienenen Hauptserien I bis IX mit dem eigentlichen Werkbestand gelten als Jahrhundertwerk der neueren Mozart-Forschung, und auch die moderne Aufführungspraxis der Werke Mozarts ist ohne diese Edition nicht denkbar. Bedeutende Bände des Supplements haben auf bisher wenig beachtete Aspekte von Mozarts Schaffens, wie etwa seine Tätigkeit als Lehrer oder als Bearbeiter fremder Werke, ein neues, erhellendes Licht geworfen.
Die Ausgabe besteht aus ca. 130 Bänden in 35 Werkgruppen, die sich auf 10 Serien verteilen. Innerhalb der Werkgruppen stehen die vollendeten Werke in chronologischer Reihenfolge. Skizzen, Entwürfe und Fragmente zu den Werken befinden sich im Anhang des betreffenden Bandes. Jeder Notenband enthält neben den Werkabdrucken ein ausführliches Vorwort und Faksimileabbildungen aus dem Quellenmaterial. Zu jedem Notenband erscheint separat ein Kritischer Bericht. 
Die Redaktion der Neuen Mozart-Ausgabe befindet sich in der Internationalen Stiftung Mozarteum Salzburg, Träger ist neben der Stiftung die Deutsche Mozart-Gesellschaft.
Die Serien der Neuen Mozart-Ausgabe:
- I. Geistliche Gesangswerke (15 Bände)
- II. Bühnenwerke (32 Bände)
- III. Lieder, Mehrstimmige Gesänge, Kanons (3 Bände)
- IV. Orchesterwerke (19 Bände)
- V. Konzerte (14 Bände)
- VI. Kirchensonaten (1 Band)
- VII. Ensemblemusik für größere Solo-Besetzungen (3 Bände)
- VIII. Kammermusik (7 Bände)
- IX. Klaviermusik (7 Bände)
- X. Supplement (ca. 25 Bände)

Der Hauptteil der Serie (I–IX) ist seit 1991 abgeschlossen, das Supplement (Serie X) wurde 2007 abgeschlossen.